# Zuapilaco
Zuapilaco är en ort i Mexiko.   Den ligger i kommunen Cuetzalan del Progreso och delstaten Puebla, i den sydöstra delen av landet, 190 km öster om huvudstaden Mexico City. Zuapilaco ligger 655 meter över havet och antalet invånare är 153.
Terrängen runt Zuapilaco är varierad. Runt Zuapilaco är det tätbefolkat, med 383 invånare per kvadratkilometer. Närmaste större samhälle är Ciudad de Cuetzalan, 6,5 km sydväst om Zuapilaco. I omgivningarna runt Zuapilaco växer huvudsakligen savannskog.